# Рудик Юрій Володимирович
Ю́рій Володи́мирович Ру́дик (28 червня 1971 — 4 грудня 2017) — солдат Збройних сил України, учасник російсько-української війни.

## Життєпис
Народився 1971 року в місті Славута (Хмельницька область); від 1975-го мешкав у селі Майків (Гощанський район, Рівненська область). Освіту здобув у Майківській 8-річній школі, далі навчався в Тучинській школі-інтернаті, пізніше у загальноосвітній школі села Русивель; технічну освіту здобув у Корецькому ДТСААФ. 1989 року був призваний до РА; по демобілізації працював водієм у місцевому колгоспі, якийсь час їздив на заробітки, пізніше підробляв будівельником у Нетішині.
З початком війни намагався піти добровольцем, проте родині вдавалося його стримати, пізніше він відмовився від наміру. Однак на початку 2017 року відновив свої зусилля і 21 липня вступив на військову службу за контрактом.
Солдат, водій взводу вогневої підтримки 1-ї гірсько-штурмової роти 109-го батальйону. Його авто ГАЗ-66 завжди було готове до виїзду; він міг у будь-який час доставити набої, харчі, перевезти побратимів.
18 листопада 2017 року внаслідок пострілу снайпера зазнав поранення в голову під час ворожих обстрілів околиць міста Золоте (Попаснянський район) — їхню позицію ворог обстріляв із великокаліберної зброї; хлопці вибігли з бліндажа, їх почали обстрілювати ворожі снайпери. Юрія відвезли до обласної лікарні ім. Мечникова в Дніпрі, перебував у глибокій комі.
4 грудня 2017-го помер непритомним.
6 грудня 2017 року похований у селі Майків.
Без Юрія лишились мама, сестра Світлана, дорослі донька й син та троє онуків.

## Нагороди та вшанування
- указом Президента України № 189/2018 від 27 червня 2018 року «за особисту мужність і самовіддані дії, виявлені у захисті державного суверенітету та територіальної цілісності України, зразкового виконання військового обов'язку» — нагороджений орденом «За мужність» III ступеня[1]
- 4 грудня 2018 року на фасаді загальноосвітньої школи села Майків відкрито та освячено меморіальну дошку Юрію Рудику.